# Gran Premi dels Països Baixos del 1971
Resultats del Gran Premi dels Països Baixos de Fórmula 1 de la temporada 1971, disputat al circuit de Zandvoort, el 20 de juny del 1971.

## Resultats
| Pos | No | Pilot                | Equip                   | Voltes | Temps/ Retirada       | Pos. de sortida | Punts |
| --- | -- | -------------------- | ----------------------- | ------ | --------------------- | --------------- | ----- |
| 1   | 2  | Jacky Ickx           | Ferrari                 | 70     | 1h 56' 20. 0          | 1               | 9     |
| 2   | 8  | Pedro Rodríguez      | BRM                     | 70     | + 7.99 s              | 2               | 6     |
| 3   | 3  | Clay Regazzoni       | Ferrari                 | 69     | + 1 Volta             | 4               | 4     |
| 4   | 16 | Ronnie Peterson      | March - Ford            | 68     | + 2 Voltes            | 13              | 3     |
| 5   | 23 | John Surtees         | Surtees - Ford          | 68     | + 2 Voltes            | 7               | 2     |
| 6   | 9  | Jo Siffert           | BRM                     | 68     | + 2 Voltes            | 8               | 1     |
| 7   | 10 | Howden Ganley        | BRM                     | 66     | + 4 Voltes            | 9               |       |
| 8   | 30 | Gijs Van Lennep      | Surtees - Ford          | 65     | + 5 Voltes            | 21              |       |
| 9   | 21 | Jean Pierre Beltoise | Matra                   | 65     | + 5 Voltes            | 11              |       |
| 10  | 24 | Graham Hill          | Brabham - Ford          | 65     | + 5 Voltes            | 16              |       |
| 11  | 5  | Jackie Stewart       | Tyrrell - Ford          | 65     | + 5 Voltes            | 3               |       |
| 12  | 26 | Denny Hulme          | McLaren - Ford          | 63     | + 7 Voltes            | 14              |       |
| NC  | 31 | Henri Pescarolo      | March - Ford            | 62     | No classificat        | 15              |       |
| NC  | 22 | Skip Barber          | March - Ford            | 60     | No classificat        | 24              |       |
| NC  | 28 | Peter Gethin         | McLaren - Ford          | 60     | No classificat        | 23              |       |
| Ret | 19 | Alex Soler-Roig      | March - Ford            | 57     | Motor                 | 17              |       |
| Ret | 25 | Tim Schenken         | Brabham - Ford          | 39     | Suspensions           | 19              |       |
| Ret | 6  | François Cevert      | Tyrrell - Ford          | 29     | Accident              | 12              |       |
| DSQ | 29 | Rolf Stommelen       | Surtees - Ford          | 19     | Desqualificat         | 18              |       |
| DSQ | 14 | Reine Wisell         | Lotus - Ford            | 17     | Desqualificat         | 4               |       |
| Ret | 4  | Mario Andretti       | Ferrari                 | 5      | Bomba del combustible | 16              |       |
| Ret | 15 | Dave Walker          | Lotus - Pratt & Whitney | 5      | Accident              | 22              |       |
| Ret | 20 | Chris Amon           | Matra                   | 2      | Virolla               | 5               |       |

## Altres
- Pole: Jacky Ickx 1' 17. 42

- Volta ràpida: Jacky Ickx 1' 34. 95 (a la volta 49)